# Дојчин Лукић
Дојчин Лукић (Лопаре, код Тузле, 1912 — Лопаре, код Тузле, 18. јануар 1953), учесник Народноослободилачке борбе, друштвено-политички радник Народне Републике Босне и Херцеговине и народни херој Југославије.

## Биографија
Рођен је 1917. године у Лопарама, код Тузле. Потицао је из сиромашне сељачке породице, па се након завршене основне школе бавио земљорадњом. Касније је напустио земљорадњу и запослио се као рудар у мајевичким рудницима. Услед тешких услова живота и рада рудара, Дојчин се повезао са револуционарним радничком покрету. Био је учесник једног штрајка па је због тога остао без посла, али је на интервенцију других рудара након извесног времена био враћен на посао.
Након окупације Југославије, 1941. године прикључио се групи која је радила на организовању устанка. Брзо је постао члан најуже група активиста која је радила на објашњавању суштине пропасти и окупације Југославије, разобличавању усташке политике, прикљупљању оружја и окупљању борбених група на Мајевици. У току лета је био међу првим борцима Мајевичког партизанског одреда и учествовао у првим оружаним акцијама које су извођене на Мајевици. У то време половином 1941. године примљен је у чланство Комунистичке партије Југославије (КПЈ).
Након четничког напада и погибије Штаба Мајевичког одред, 20. фебруара 1942. године у Вукосавцима, главнина Мајевичког партизанског одреда се повукла с Мајевице у Бирач, а Дојчин је тада као члан месног партијског руководства добио задатак да остане на Мајевици и у илегалности ради на организовању и повезивању партијских организација и активиста Народноослободилачког покрета (НОП). Априла 1942. године самоиницијативно је отишао у Семберију и тамо обновио и повезао партијску организацију. Када се ситуација на терену Мајевице и Семберије поправила за НОП, он је успео да успостави везу са Покрајинским комитетом КПЈ за Босну и Херцеговину и Главним штабом НОП одреда Босне и Херцеговине. Добровољно се јавио за извршење овог курирског задатака и успео је да се пробије од Саве до Јаворника, успут пробијајући се поред многобројних усташких посада, као и непримећено пролазећи кроз територију под четничком контролом. Приликом сусрета са руководиоцима НОП-а у БиХ информисао их је о стању НОП-а на Мајевици, Семберији и Босанској Посавини, као и о окупаторско-квинслишким снагама и расположењу народа.
У јесен 1942. године, када је Шеста источнобсанска ударна бригада дошла на Мајевицу, Дојчин је добио задатак да успостави везу између главнине бригаде, која се налазила у близини Саве и једног батаљона ове бригаде, који се непредвиђено задржао на Мајевици. Приликом извршења овог задатка он је био заробљен од стране четника, који су га злостављали и тражили од њега да ода сараднике и руководиоце НОП-а с којима је био у вези. Одбијао је да им било шта каже и био је решен да погине, али је успео да искористи погодну ситуацију и да побегне.
Године 1943, након оздрављења од четничког злостављања, ступио је у обновљени Мајевички партизански одред, где је обављао дужност политичког комесара једног батаљона. Услед напорних маршева, здравље му се погоршало, па је морао да напусти јединицу и поново пређе на рад у позадину, где је остао до краја рата. Након ослобођења земље, радио је на обнови и изградњи земље, као члан Среског комитета КПЈ и Среском Народног одбора у Лопарима.
Умро је 18. јануара 1953. године у Лопарима и сахрањен је на спомен-гробљу у Вукосавцима.
Носилац је Партизанске споменице 1941. и других југословенских одликовања. Указом председника Федеративне Народне Републике Југославије Јосипа Броза Тита, 27. јула 1953. године, проглашен је за народног хероја.